# Acció a distància
L'acció a distància és una característica de les descripcions prerelativistas dels camps de forces de partícules que interaccionen entre si. Aquesta propietat implica que, per a cada instant de temps, les forces sobre una partícula concreta deguda a altres partícules depèn de les posicions d'aquestes altres partícules en el mateix instant, com si la força es transmetés instantàniament o existís una acció a distància per part de les altres partícules.

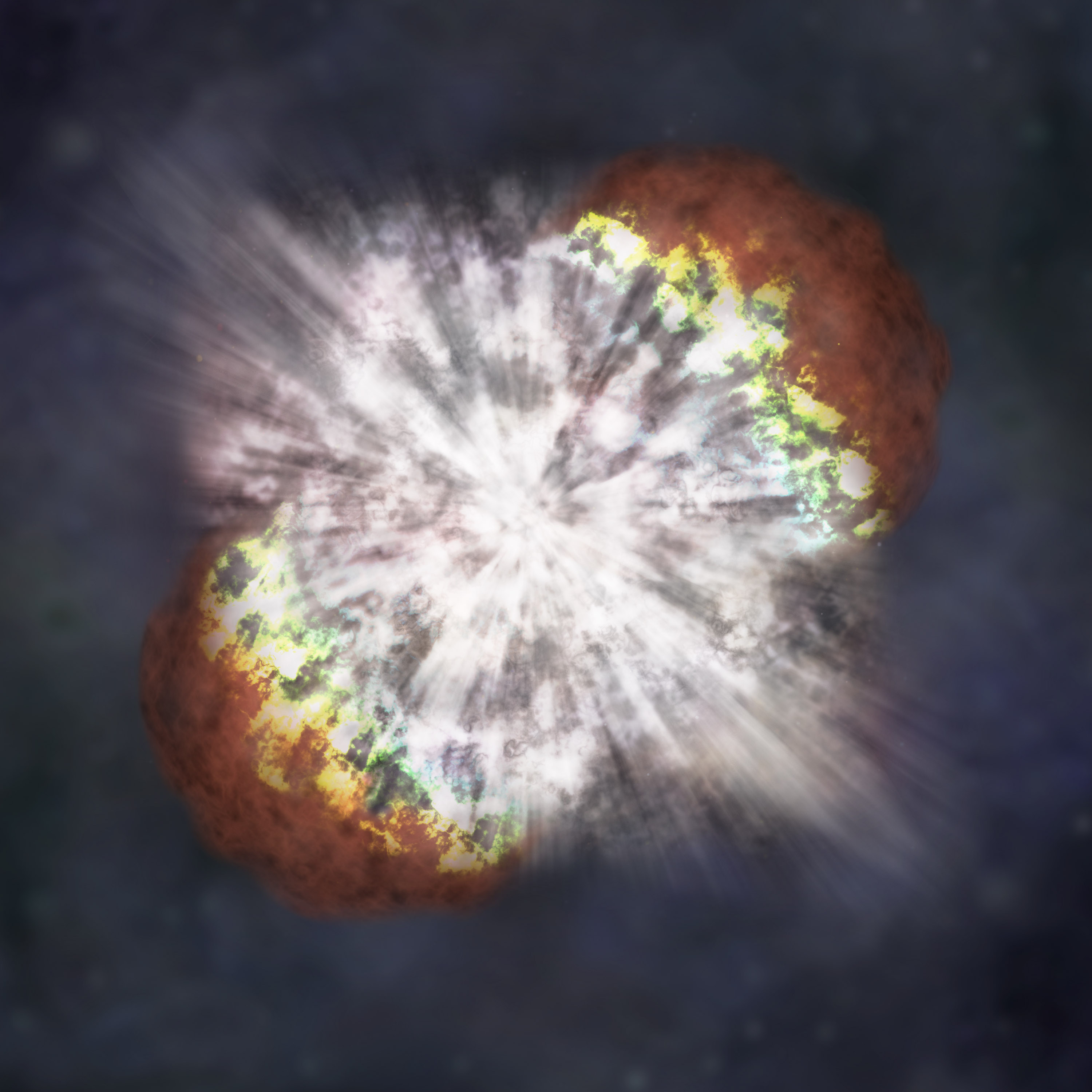
Explosió de la *supernova *SN 2006*gy, situada a 238 milions d'anys llum. De ser vàlid el principi d'acció a distància, les pertorbacions d'origen gravitatori d'aquest esclat ens afectarien immediatament; més tard, ens arribarien les d'origen electromagnètic, que es transmeten a la velocitat de la llum

## Acció a distància i relativitat del temps
Actualment, es coneix que les teories que tenen la propietat d'acció a distància no són una descripció adequada de la realitat i, com a màxim, són només una aproximació convenient en el cas de partícules que es mouen amb velocitats molt menors que la velocitat de la llum. Això es deu al caràcter relatiu del temps. Més explícitament, el caràcter relatiu del temps amidat per diferents observadors en diferents estats de moviment implica que no pot existir una assignació objectiva de l'instant de temps a tots els esdeveniments que sigui vàlida per a tots els observadors alhora. Aquesta dificultat implica que no és possible expressar la força en termes només de les posicions de les partícules en un instant, perquè aquestes posicions i el mateix instant són relatius a cada observador. Si ha d'existir una descripció vàlida per a tots els observadors i, per tant, covariant, llavors aquesta descripció no pot basar-se només en la posició en cada instant de les partícules, i per tant, no pot ser vàlida una teoria amb acció a distància. No obstant això, fins a finals del segle xix, l'acció a distància es va considerar una propietat perfectament acceptable. La diferència de temps amidats per diferents observacions fetes amb la tecnologia de l'època gairebé no era mesurable i, per tant, la descripció mitjançant acció a distància era compatible amb les dades experimentals, que en general contenien errors aleatoris deguts a altres factors i, per tant, el caràcter relatiu del temps no s'havia pogut amidar adequadament.

## Solució relativista
La teoria de la relativitat resol el problema, fent que les forces en un instant depenguin de les posicions anteriors de les partícules, com si l'efecte de les altres partícules necessités un temps per a arribar fins a la partícula afectada per aquestes. Un cas típic d'aquesta descripció són els potencials alentits de Liénard-Wiehert per al camp electromagnètic. Una interpretació possible d'aquestes descripcions és que els camps de força no són mers artificis, sinó realitats físiques dotades d'energia i moment lineal que es propaguen a una velocitat finita per l'espai. En teoria quàntica de camps, aquesta interpretació va més lluny i es considera que el camp, de fet, està format per partícules bosòniques que es desplacen a velocitat finita, per la qual cosa en aquesta teoria no existeix una diferència essencial entre les partícules interaccionants i el camp de forces mitjançant el qual interaccionen, i són descrits ambdós tipus d'entitats físiques mitjançant un formalisme similar.

## Acció a distància en mecànica quàntica
Diversos resultats de la mecànica quàntica semblen suggerir efectes que són una forma d'acció a distància. Un d'aquests és el famós col·lapse de la funció d'ona, un procés físic irreversible que afecta l'estat quàntic d'un sistema quan es realitza una mesura sobre aquest. Com un sistema quàntic entrellaçat, pot estar format per partícules tals que les mesures sobre cadascuna de les partícules han d'estar correlacionades, la mesura sobre una d'aquestes ha de tenir un efecte instantani i a distància sobre l'estat quàntic de l'altra una vegada realitzada la mesura, de tal manera que la correlació continuï complint-se. La paradoxa d'Einstein-Podolsky-Rosen suggeria que aquest tipus d'acció a distància no tenia ni cap ni peus i que calia revisar la mecànica quàntica.